# Lalla Khadija von Marokko
Lalla Khadija von Marokko (arabisch للا خديجة Lalla Chadidscha, DMG Lallā Ḫadīǧa; geboren am 28. Februar 2007 in Rabat) ist eine marokkanische Prinzessin und Schwester des marokkanischen Kronprinzen Moulay Hassan.

## Kindheit und Jugend
Lalla Khadija ist das zweite Kind des marokkanischen Königs Mohammed VI. und dessen Ehefrau Lalla Salma. Sie hat einen vier Jahre älteren Bruder, den Kronprinzen Moulay Hassan. Zu Ehren ihrer Geburt wurden Tausende von Gefängnisinsassen per königlicher Amnestie freigelassen.
Nachdem ihre zwischenzeitlich geschiedene Mutter seit längerer Zeit nicht mehr öffentlich an der Seite ihres Ehemannes auftrat, übernahm Prinzessin Khadija laut Presseberichten zunehmend die Rolle der First Lady bei öffentlichen Anlässen.